# Huhmarsaari (ö i Kivijärvi)
Huhmarsaari är en liten ö i Finland. Den ligger i sjön Kivijärvi och i kommunerna Kivijärvi och Kannonkoski och landskapet Mellersta Finland, i den centrala delen av landet, 300 km norr om huvudstaden Helsingfors. Öns area är 22,9 hektar och dess största längd är 1,1 kilometer i sydöst-nordvästlig riktning.